# 周铁岗站
周铁岗站位于湖北省麻城市白果镇，原名白果站，是京九铁路的一座火车站，等级为五等站，距北京西站1103公里，距常平站1212公里，本站及相邻上下行区间均为电气化区段。车站建于1996年，只办理货运，不办理客运业务，但有6025/6026次列车停靠。

## 临近车站
1. 1 2  中国铁路武汉局集团有限公司年鉴编纂委员会 (编). . 武汉. 2021 （中文（中国大陆））.